# Золочівка (Золочівський район)
Зо́лочівка (колишня назва — Бенів, пол. Bieniów) — село в Україні, у Золочівському районі Львівської області. Населення становить 559 осіб. Орган місцевого самоврядування - Золочівська міська рада.

## Відомі мешканці

### Народились
- Безпалько Осип (1914—1947) — майор УПА (посмертно), обласний провідник ОУН Кіровоградської області, крайовий провідник ОУН «Поділля», командир ВО-3 «Лисоня».